# Syncalama mimica
Syncalama mimica är en fjärilsart som beskrevs av George Francis Hampson 1910. Syncalama mimica ingår i släktet Syncalama och familjen nattflyn. Inga underarter finns listade i Catalogue of Life.